# Astrochelys radiata
La testuggine raggiata (Astrochelys radiata (Shaw, 1802)), è una grande testuggine diffusa nel Madagascar meridionale.

## Descrizione

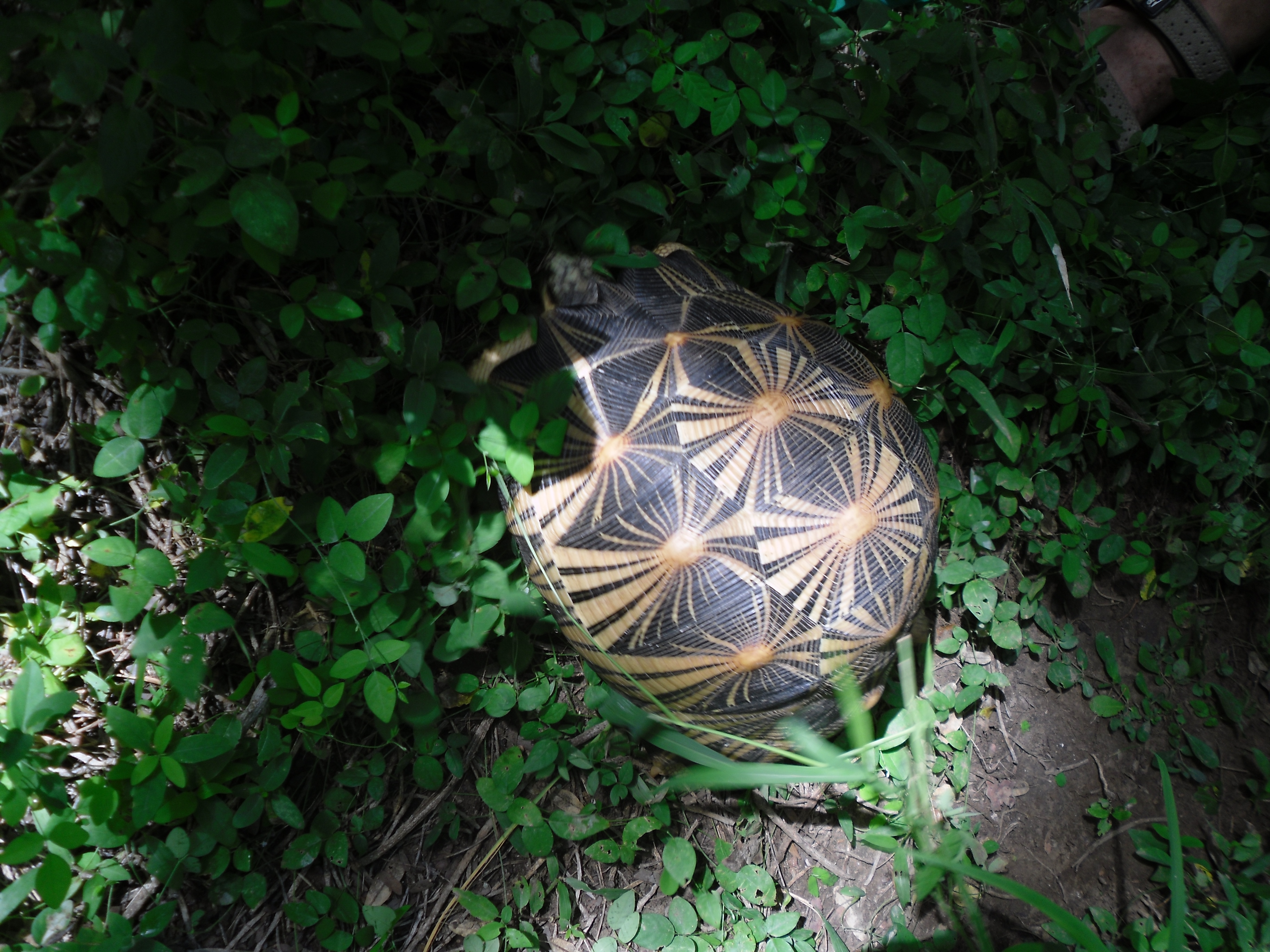
Astrochelys radiata nella Riserva speciale di Bezaha Mahafaly.

Un esemplare adulto maschio può arrivare a misurare anche 40 cm di lunghezza e può pesare 20 kg. Le femmine sono in genere più piccole (sino a 30 cm di lunghezza e 15 kg di peso).

## Biologia

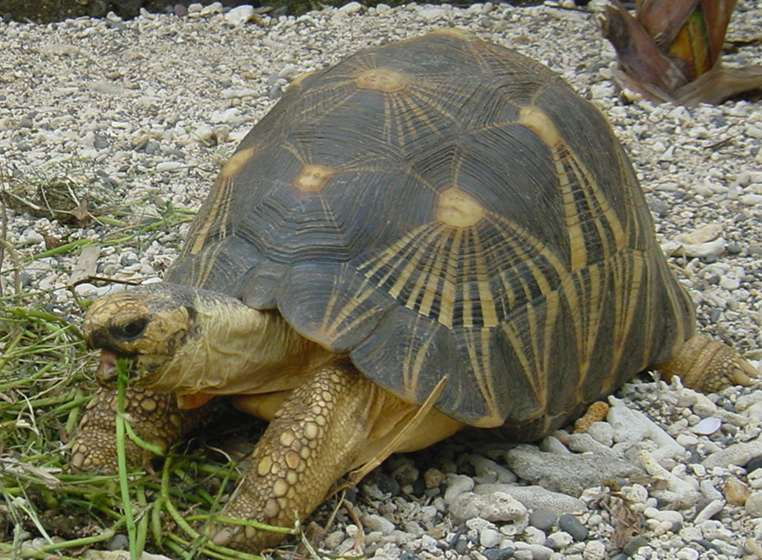

È una specie esclusivamente terricola con abitudini diurne.

### Alimentazione
Quasi esclusivamente fitofaga e frugivora, la Testuggine raggiata mangia erbe (che costituiscono oltre il 90% della loro dieta), frutti e piante succulente.

### Riproduzione
La maturità sessuale è raggiunta con i 30 cm di lunghezza del carapace nei maschi e con i 33 nelle femmine. Il periodo riproduttivo giunge dopo la stagione delle piogge. Durante la deposizione delle uova la femmina ne depone da 3 a dodici dentro una buca profonda circa 30 cm, che si schiudono dopo un'incubazione che può andare da 145 a 230 giorni. Le deposizioni possono essere anche più di una l'anno e arrivano fino a 6 in certi casi.
La testuggine raggiata ha una aspettativa di vita media intorno ai 100 anni.  Si narra di Tui Malla, un esemplare portato in dono da James Cook alla regina di Tonga nel 1773 e vissuta fino al 1965. Essa è ora conservata al museo di Auckland (Nuova Zelanda).

## Distribuzione e habitat

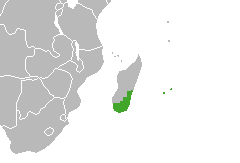
Distribuzione di A. radiata

Nativa del Madagascar meridionale, la specie è presente anche nelle isole Mauritius e
Réunion ove è stata introdotta dall'uomo.
Vive in regioni aride a clima subtropicale.

## Tassonomia
In passato la specie veniva attribuita al genere Geochelone, ma recentemente è stata segregata nel genere Astrochelys.

## Conservazione
La specie è inserita nell'Appendice I della Convenzione di Washington ed è considerata in pericolo critico di estinzione dalla Lista rossa IUCN (Critically Endangered).